# Jussiê
Jussiê Ferreira Vieira, född 19 september 1983, mer känd som Jussiê, är en brasiliansk fotbollsspelare som senast spelade för franska Bordeaux.